# Hungerford
Hungerford – miasto w Anglii, w hrabstwie ceremonialnym Berkshire, w jednostce administracyjnej West Berkshire, położone 16 km na zachód od Newbury, nad rzeką Dun, przy granicy z hrabstwem Wiltshire. Leży na terenie obszaru chronionego krajobrazu North Wessex Downs, w odległości 7 km od najwyższego punktu południowo-zachodniej Anglii Walbury Hill. Szerzej kojarzy się z mającą tu miejsce 19 sierpnia 1987 roku masakrą w Hungerford. Miasto zamieszkuje około 5600 osób.

## Historia
Nazwa miasta oznacza "bród przy wiszącym drzewie" i mogła zostać nadana przez duńskiego króla Ivara. Miasto nie pojawia się w Domesday Book, dowody na jego istnienie pochodzą z XI wieku. Wilhelm III Orański otrzymał propozycję objęcia tronu, gdy bawił w miejscowej gospodzie Bear Inn.

## Zwyczaje
Hungerford jest jedynym miejscem w Anglii, gdzie regularnie obchodzi się hocktide – wtorek po poniedziałku wielkanocnym. Święto wiązane jest z wygnaniem Duńczyków przez króla Alfreda Wielkiego jak również z obchodami dnia patrona, Jana z Gandawy. Zwyczaj polega na wyborze "Tutti mana" i "Orange mana", którzy mają za zadanie zbieranie pocałunków i datków od gospodyń w mieście.

## Masakra w Hungerford
19 sierpnia 1987 dwudziestosiedmioletni robotnik Michael Robert Ryan, uzbrojony w kilka rodzajów broni, w tym karabin AK i pistolet Beretta zastrzelił siedemnaście osób łącznie ze swoją matką i ranił następnych dwadzieścia, po czym popełnił samobójstwo. Masakra doprowadziła do znacznych ograniczeń w prawie posiadania broni w Wielkiej Brytanii, ustawą z roku 1988.

## Miasto partnerskie
- Ligueil